# Chikkatangli, Kadur
Chikkatangli là một làng thuộc tehsil Kadur, huyện Chikmagalur, bang Karnataka, Ấn Độ.